# Sauerbruch Hutton

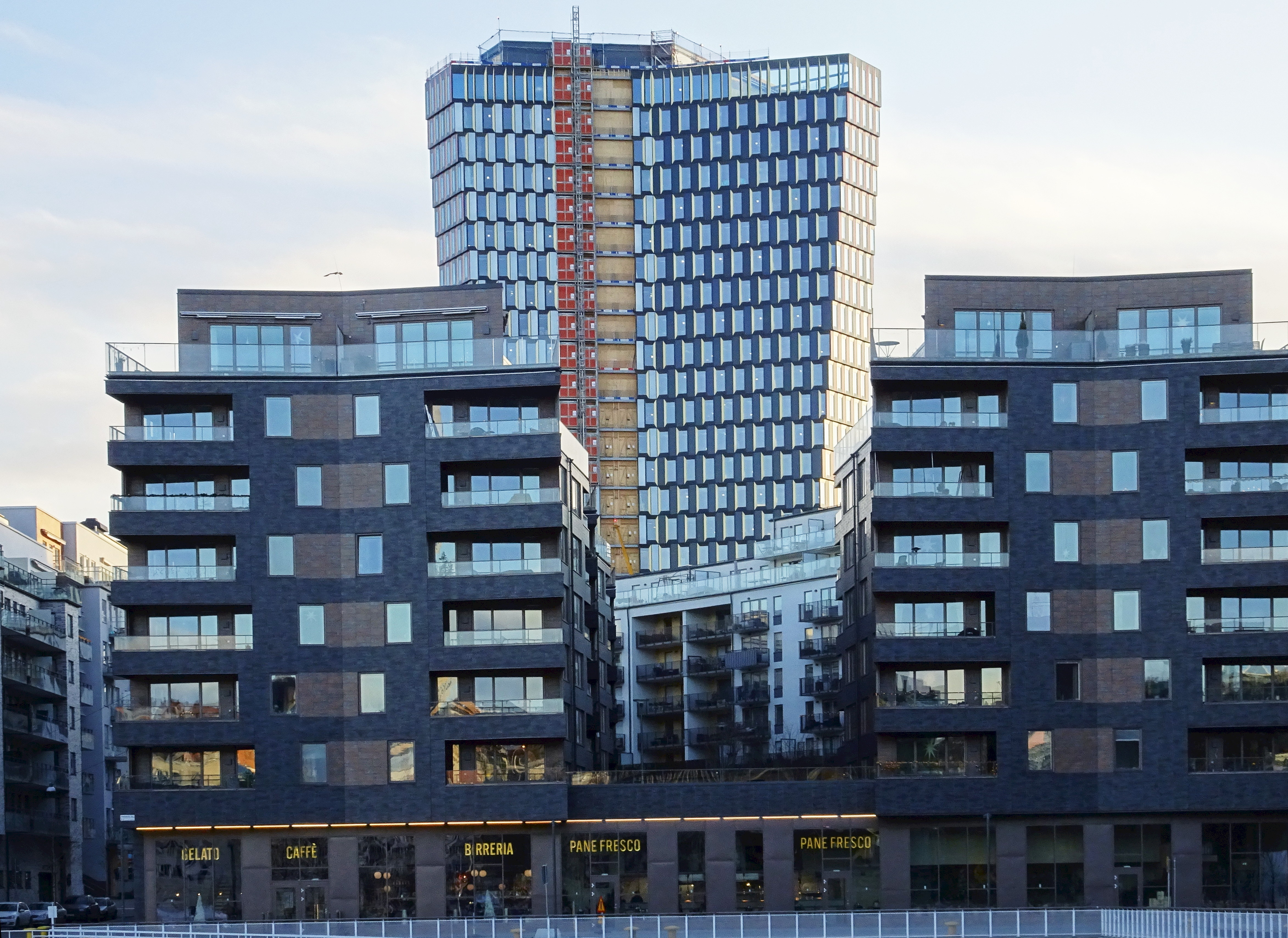
Stockholm 01 under uppförande i Hammarby sjöstad i Stockholm

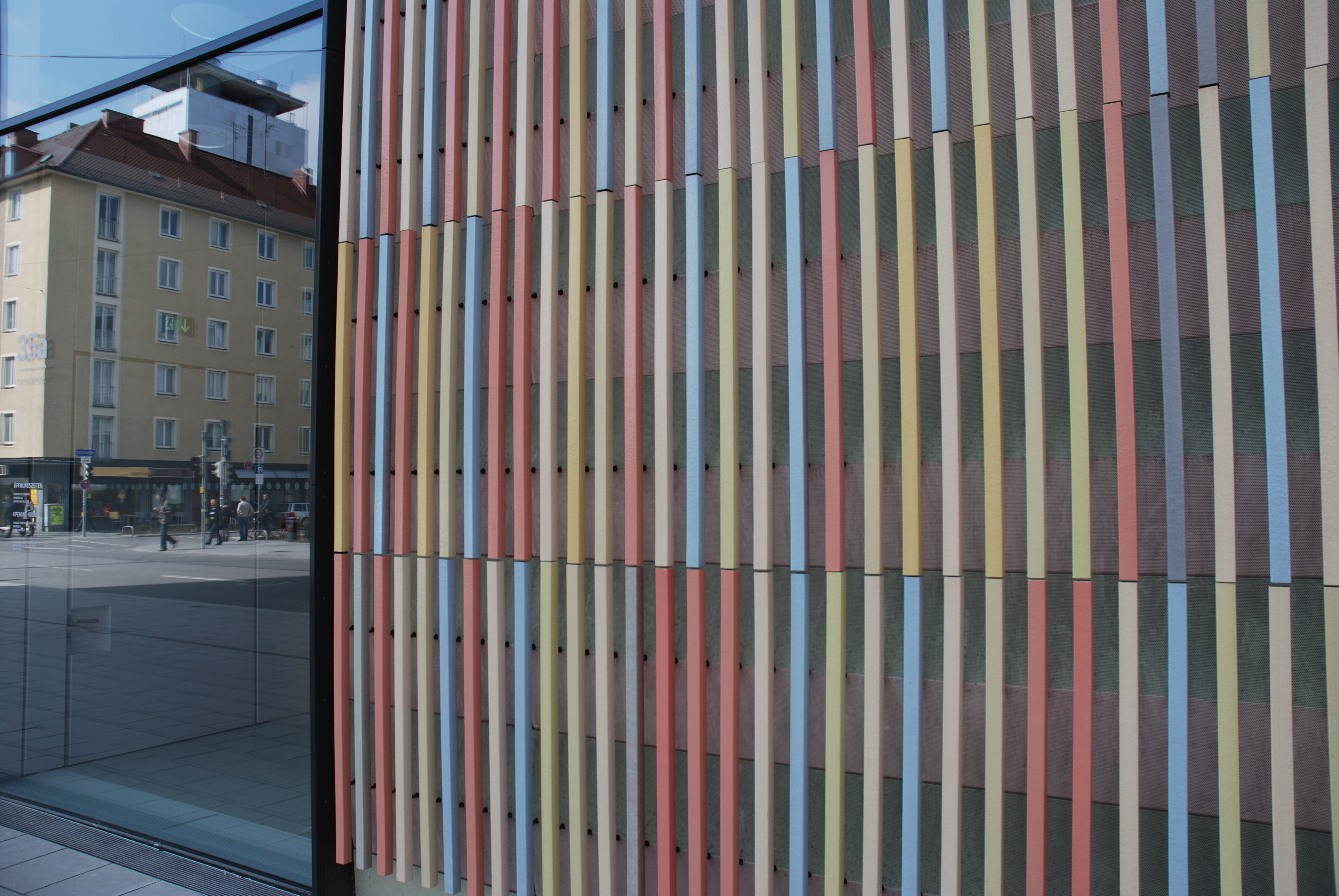
Fasadelement på Museum Brandhorst i München

Sauerbruch Hutton är en tysk arkitektbyrå, som grundades 1989 i London i Storbritannien av makarna Matthias Sauerbruch och Louisa Hutton. Firman flyttade 1992 till Berlin i Tyskalnd. 
Det första större uppdraget i Tyskland var GSW-Hochhaus i Berlin-Kreuzberg. Sauerbruch Hutton har gjort sig kända för en iögonenfallande färgsättning av fasaderna på sina byggnader. Fasaden på Museum Brandhorst i München är klädd med vertikala glaserade stavar i åtta färger, en fasad som absorberar gatuljud och som ger olika färgintryck från olika håll och avstånd. Kontoret var också en tidig förespråkare för energisnåla hus och byggnation med lågt koldioxidutsläpp.

## Verk i urval
- GSW-Hochhaus, huvudkontor för Gemeinnützigen Siedlungs- und Wohnungsbaugesellschaft i Berlin, 1992–1999
- Umweltbundesamts (Federala miljövårdsmyndighetens) kontorshus i Dessau, 2001–2004
- Rådhuset i Hennigsdorf i Brandenburg 2002–2003
- Polis- och brandstation i Regierungsviertel i Berlin, 2002–2004
- Westarkade för Kreditanstalt für Wiederaufbei i Frankfurt am Main, 2006
- Museum Brandhorst i München, 2005–2009
- ADAC:s huvudkontor i München, 2006–2010
- Cologne Oval Offices i Köln, 2010
- Stockholm 01, Hammarby sjöstad, Stockholm, 2020
- Kunstareal i München, områdesgestaltning (tillsammans med konstnären Walter de Maria)

## Bildgalleri

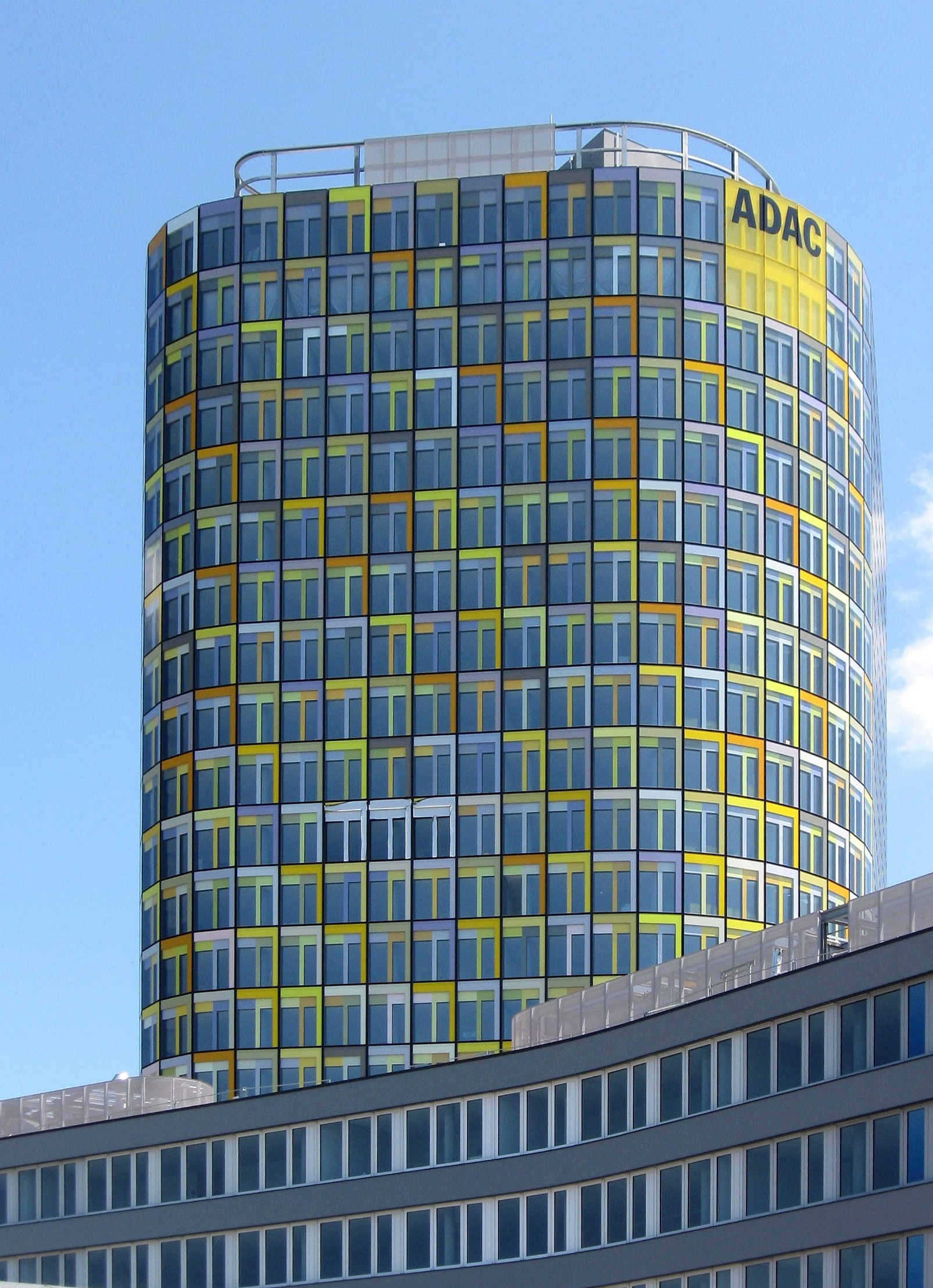
ADAC:s huvudkontor i München i Tyskland
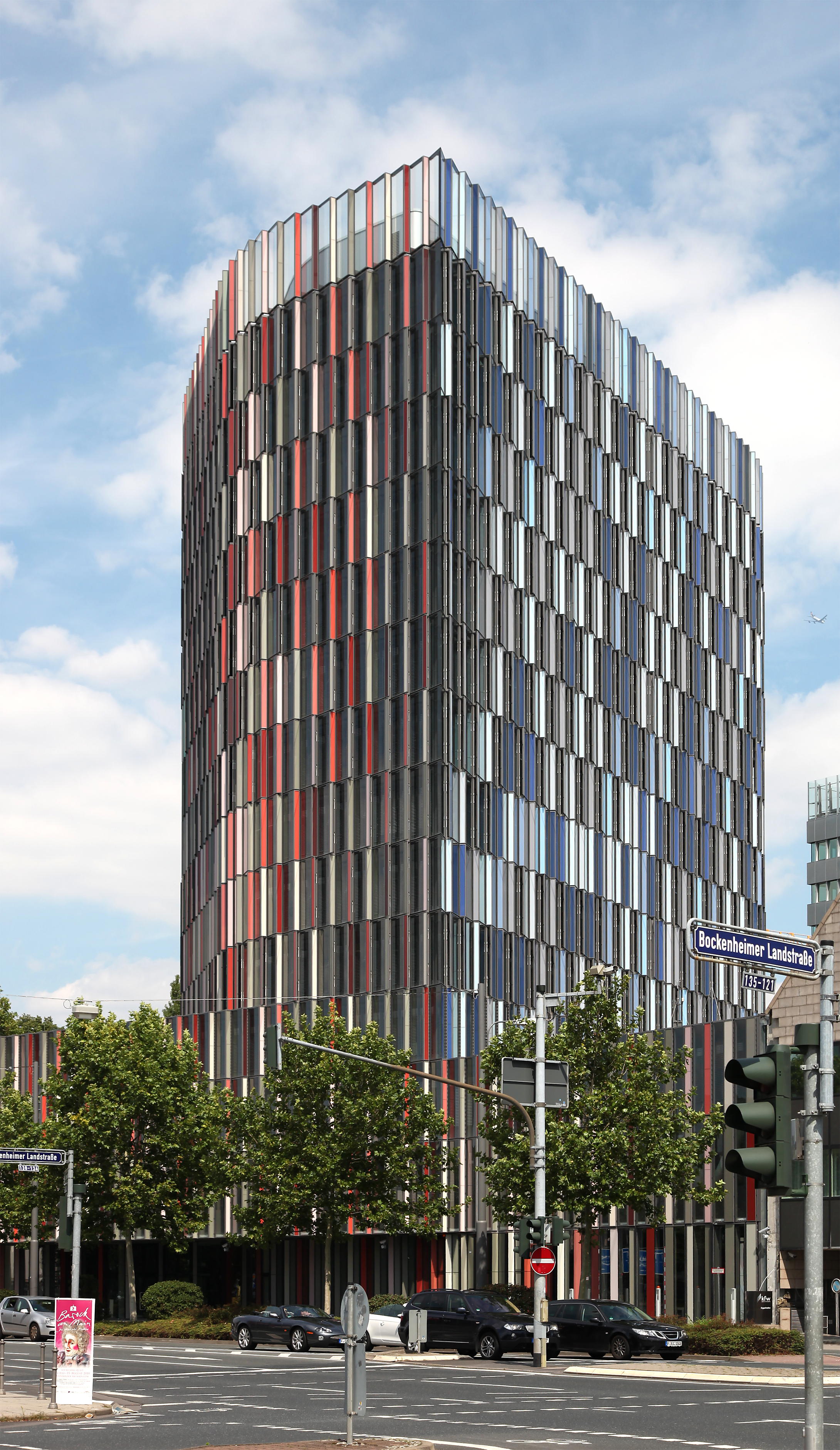
Westarkade, Frankfurt am Main, 2006
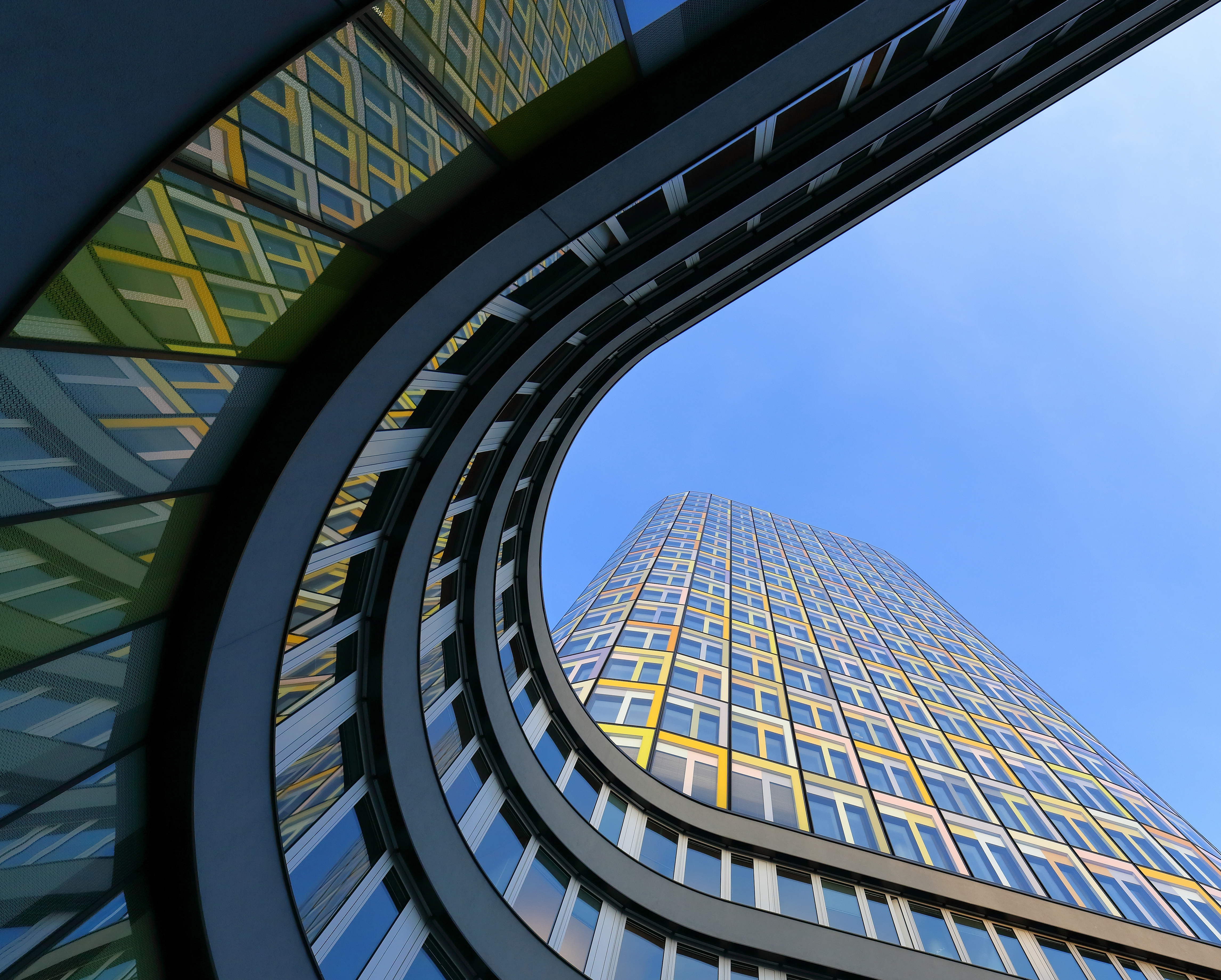
ADAC:s huvudkontor i München i Tyskland
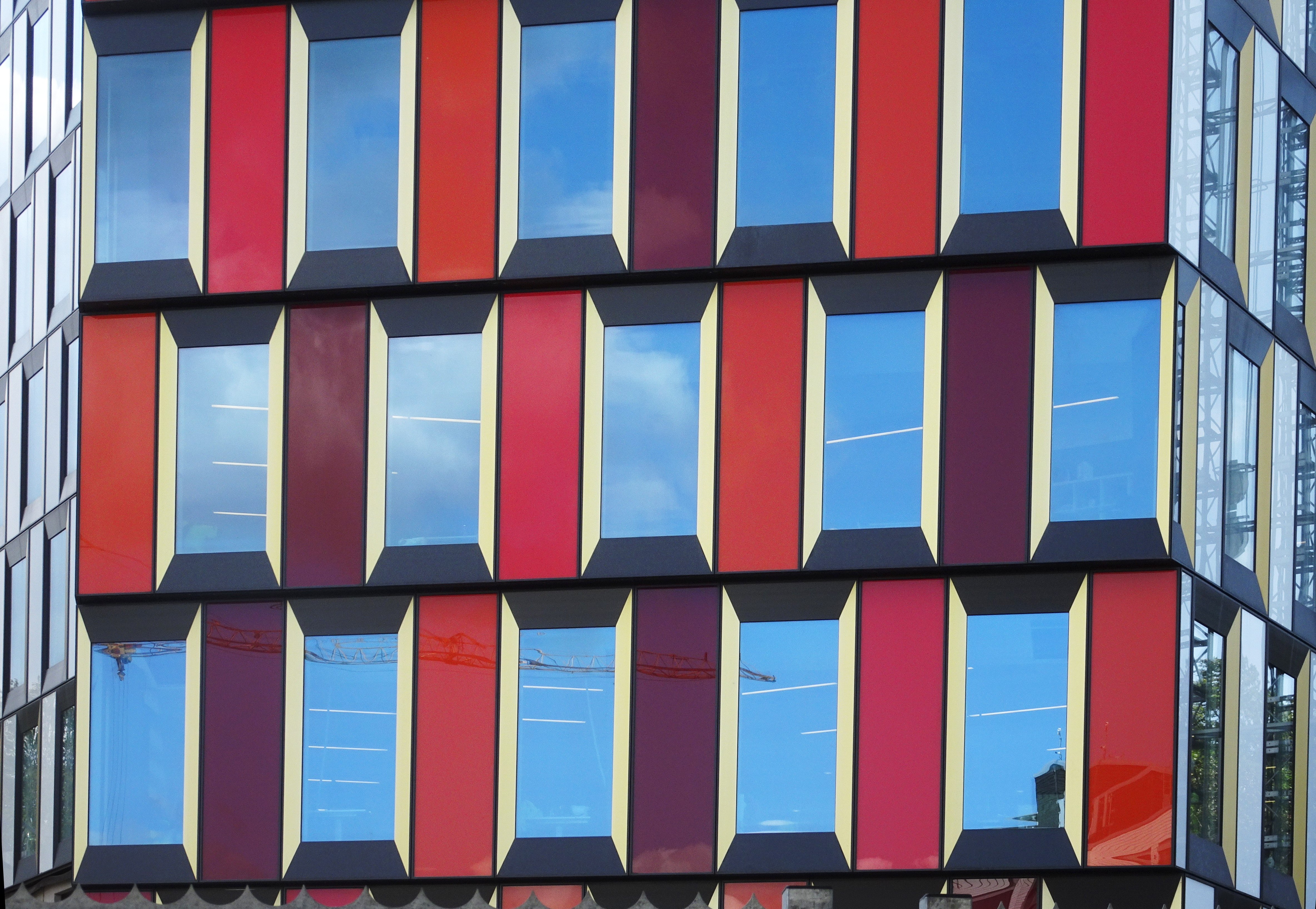
Detaljbild av fasadelement, Stockholm 01
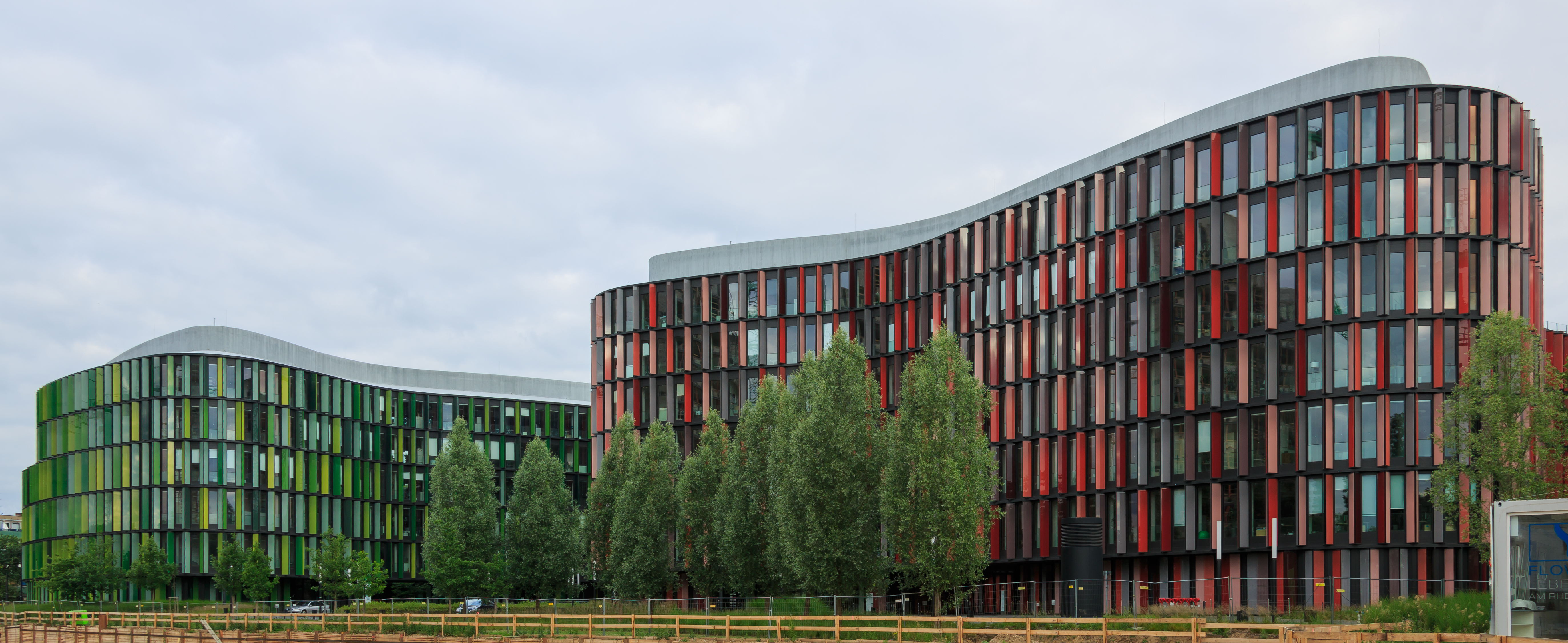
Cologfne Oval Offices, Köln i Tyskland
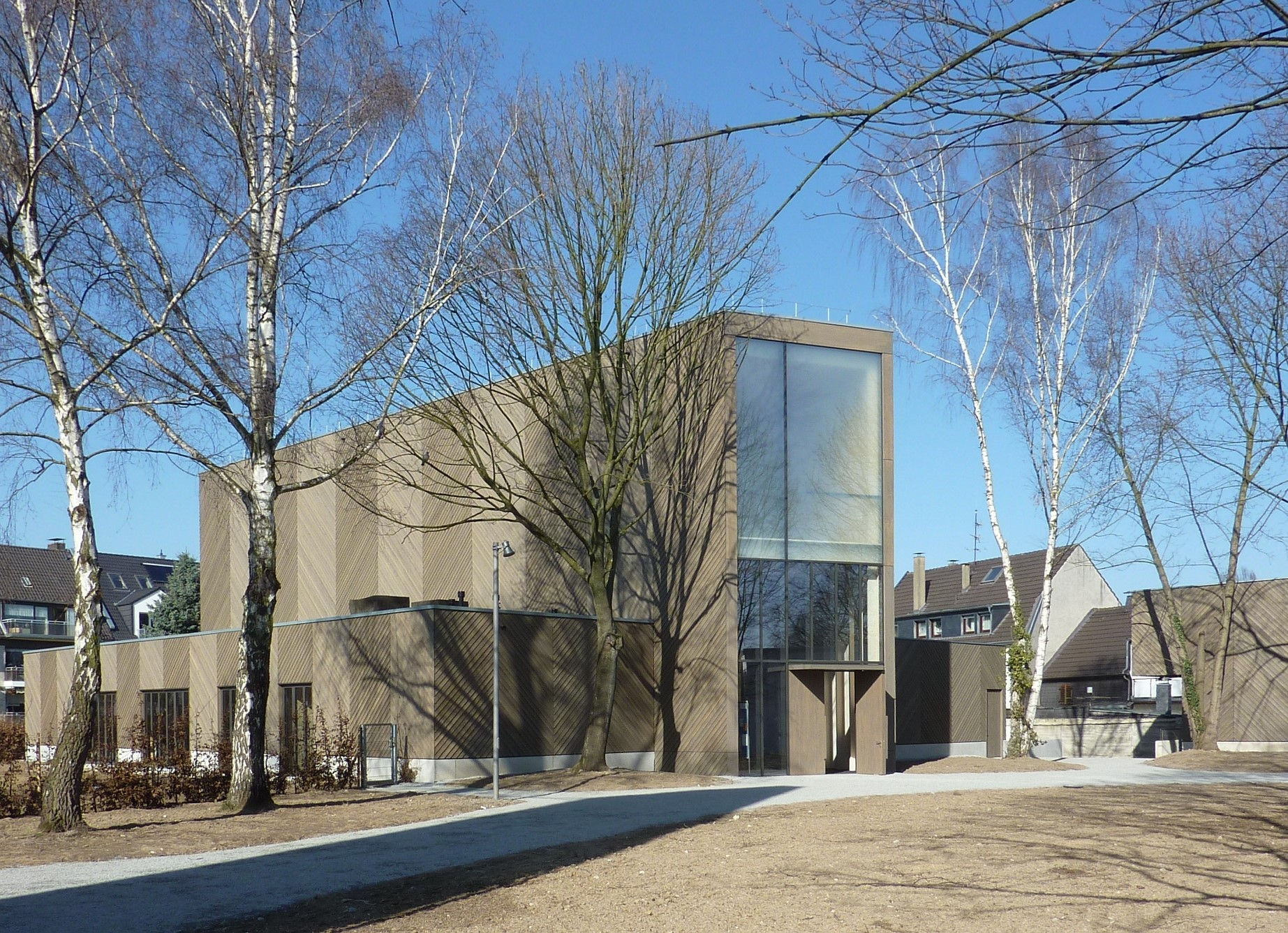
Immanuel-Kirche i Köln-Stammheim